# Chino Darín

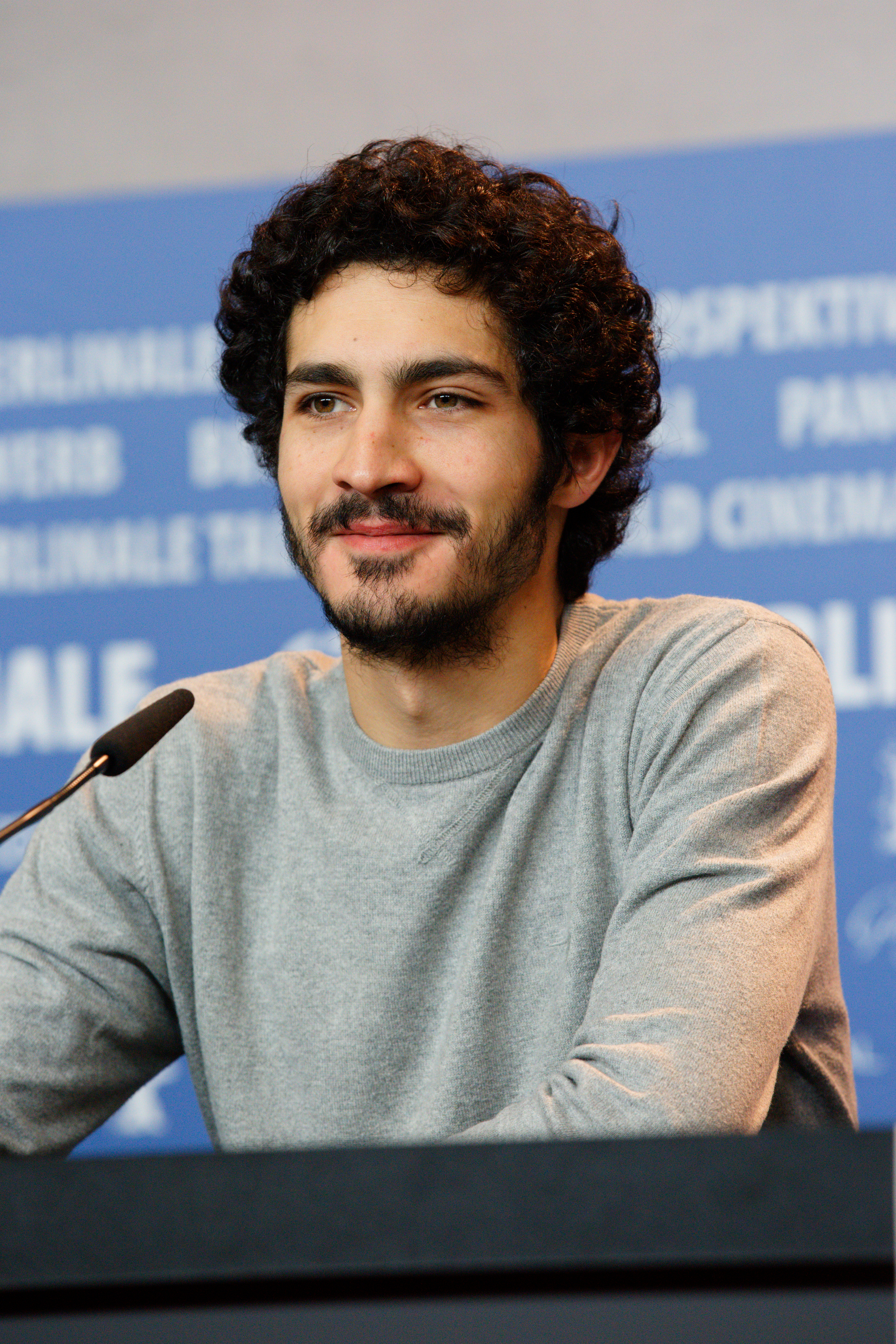
Chino Darín bei der Berlinale 2017

Chino Darín (* 14. Januar 1989 in San Nicolás, Buenos Aires als Ricardo Mario Darín Bas) ist ein argentinischer Serien- und Filmschauspieler sowie Filmproduzent.

## Leben
Chino Darín wurde am 14. Januar 1989 im Stadtteil San Nicolás von Buenos Aires als Sohn von Florencia Bas und des mehrfach mit dem Cóndor de Plata ausgezeichneten Schauspielers Ricardo Darín geboren.
Ab 2010 war er in insgesamt 77 Folgen der Fernsehserie Alguien que me quiera zu sehen. Es folgten Engagements für die Serien Los únicos und Farsantes. In dem Film Mord in Buenos Aires von Natalia Meta aus dem Jahr 2014 hatte Darín als Ganso eine Hauptrolle erhalten. Für diese Rolle wurde er beim Bucheon International Fantastic Film Festival als bester Schauspieler ausgezeichnet. Weitere größere Rollen folgten in der Komödie Voley von Martín Piroyansky, in Uno mismo von Gabriel Arregui und Ezequiel García Luna aus dem Jahr 2015 war er in der Titelrolle zu sehen und im gleichen Jahr in einer Hauptrolle in Pasaje de vida von Diego Corsini. Größere Bekanntheit erlangte Darín durch seine Rolle von Alejandro Puccio in der Miniserie Historia de un clan über den Puccio-Clan. Es folgten in einem kurzen Zeitabstand größere Rollen in Angelita la doctora, Primavera, O Silêncio do Céu, La reina de España, Die Gesetze der Thermodynamik, Der schwarze Engel und La noche de 12 años.
Im Februar 2017 wurde der Film La Reina de España auf der Berlinale vorgestellt, in dem er Leo spielte. In Parallelwelten von Oriol Paulo aus dem Jahr 2018 spielte er Inspector Leyra. Im August 2019 kommt mit La odisea de los giles von Sebastián Borensztein eine Literaturverfilmung in die argentinischen Kinos, die auf Eduardo Sacheris The Night of the Heroic Losers basiert und in dem Darín ebenfalls in einer größeren Rolle neben seinem Vater Ricardo Darín zu sehen ist.
Nach seinem Umzug nach Madrid lernte Darín bei den Dreharbeiten zu der Fernsehserie La embajada die Schauspielerin Úrsula Corberó kennen, mit der er seit 2016 liiert ist. Beim Toronto International Film Festival 2019 wurde Darín neben Geraldine Viswanathan, Kelvin Harrison und Josefine Frida Pettersen zu einem der vier Rising Stars bestimmt.
Gemeinsam mit seinem Vater gründete Darín die Filmproduktionsgesellschaft Kenya Films. Diese produzierte die Filme El amor menos pensado (2018), Glorreiche Verlierer (2019) und Argentinien, 1985 – Nie wieder (2022), in denen jeweils Ricardo Darín die Hauptrollen übernahm.

## Filmografie (Auswahl)
Schauspieler
- 2010: Alguien que me quiera (Fernsehserie, 77 Folgen)
- 2014: Mord in Buenos Aires (Muerte en Buenos Aires)
- 2011–2012: Los únicos (Fernsehserie, 56 Folgen)
- 2013–2014: Farsantes (Fernsehserie, 90 Folgen)
- 2016: Angelita la doctora
- 2016: Primavera
- 2016: O Silêncio do Céu
- 2018: Der schwarze Engel (El Ángel)
- 2018: Parallelwelten (Durante la tormenta)
- 2018: Die Gesetze der Thermodynamik (Las leyes de la termodinámica)
- 2018: Tage wie Nächte (A Twelve Year-Night, La Noche de 12 Años)
- 2019: La odisea de los giles
- 2021: Dein Reich komme (El reino), (Netflix-Thriller, 8 Folgen)
- 2022: Stories Not to Be Told
- 2024: Mit eiserner Hand (Mano de hierro, Fernsehserie, 8 Folgen)

Filmproduzent
- 2018: El amor menos pensado
- 2019: Glorreiche Verlierer (La odisea de los giles)
- 2022: Argentinien, 1985 – Nie wieder (Argentina, 1985)
- 2024: Ruhe in Frieden (Descansar en paz)

## Auszeichnungen
Bucheon International Fantastic Film Festival
- 2015: Auszeichnung als Bester Schauspieler (Mord in Buenos Aires)

Puchon International Fantastic Film Festival
- 2015: Auszeichnung als Bester Schauspieler (Mord in Buenos Aires)